# Komisja Episkopatów Wspólnoty Europejskiej
Komisja Konferencji Biskupów Unii Europejskiej (COMECE) – komisja, składająca się z delegowanych biskupów, przedstawicieli 25 konferencji episkopatów Unii Europejskiej, pochodzących z Anglii i Walii, Austrii, Belgii, Bułgarii, Chorwacji, Czech, Francji, Grecji, Hiszpanii, Holandii, Irlandii, Litwy, Luksemburga, Łotwy, Malty, Niemiec, Polski, Portugalii, Rumunii, Słowacji, Słowenii, Szkocji, Węgier, Włoch, przedstawiciele Konferencji Episkopatów Serbii i Szwajcarii są także członkami stowarzyszonymi. Odrębnym organem jest Rada Konferencji Episkopatów Europy (CCEE).

## Historia
COMECE powstała 3 marca 1980 przy aprobacie Stolicy Apostolskiej. Jan Paweł II zaproponował, by Kościół był obecny w strukturach Wspólnot Europejskich nie tylko poprzez urzędników, którzy są katolikami, ale w konkretnej formie instytucjonalnej. Przed rokiem 1980 te tematy były dyskutowane w ramach Europejskiej Katolickiej Agencji Informacji Duszpasterskiej (SIPECA – European Catholic Pastoral Information Service). Utworzenie świeckiej organizacji współpracy między konferencjami biskupów a Wspólnotami Europejskimi było przedmiotem wielu spotkań i rozmów toczących się w latach 70. XX. Dyskusje te doprowadziły w 1979 – krótko przed pierwszymi bezpośrednimi wyborami do Parlamentu Europejskiego – do ustanowienia COMECE.
W latach (1998-1999) delegatem KEP ds. kontaktów z Komisją był ks. prałat dr Marian Subocz.
W latach (1999-2005) delegatem KEP ds. kontaktów z Komisją był abp Henryk Muszyński, metropolita gnieźnieński, prymas Polski.
W latach (2008-2012) sekretarzem generalnym KEP był prof. Piotr Mazurkiewicz, polski politolog, socjolog, filozof, wykładowca w Instytucie Politologii Uniwersytetu Kardynała Stefana Wyszyńskiego.

## Struktura
Biskupi, członkowie COMECE, spotykają się dwa razy w roku na Zgromadzeniach Ogólnych, których celem jest nadawanie zasadniczego kierunku ich pracy. W obradach bierze wówczas udział nuncjusz apostolski. Głównym tematem tych spotkań jest ocena procesu integracji europejskiej w okresie od ostatniego zgromadzenia plenarnego.
Komitet Wykonawczy (Zarząd)
- przewodniczący Mariano Crociata biskup Latina-Terracina-Sezze-Priverno
- wiceprzewodniczący Antoine Hérouard arcybiskup Dijon
- wiceprzewodniczący Nuno Brás biskup Funchal
- wiceprzewodniczący Rimantas Norvila biskup wiłkowyski
- wiceprzewodniczący Czesław Kozon biskup kopenhaski
- sekretarz generalny ks. Manuel Enrique Barrios Prieto

Sekretariat zapewnia kontynuację podjętych zadań COMECE. Siedziba sekretariatu mieści się w Brukseli (Belgia). Mała grupa zatrudnionych tam specjalistów obserwuje i analizuje rozwój w polityce Unii Europejskiej a wyniki swej pracy relacjonuje Zarządowi i Zgromadzeniu Ogólnemu.

## Dotychczasowi przewodniczący
- 1982-1984 – Franz Hengsbach
- 1984-1990 – Jean Hengen
- 1990-1993 – Charles Brand
- 1993-2006 – Josef Homeyer
- 2006-2012 – Adrianus Herman van Luyn
- 2012-2018 – Reinhard Marx
- 2018-2023 – Jean-Claude Hollerich
- od 2023 – Mariano Crociata

### Obszary pracy
Komisja Konferencji Biskupów Unii Europejskiej działa w pięciu zasadniczych obszarach. W zakresie każdego mieszczą się konkretne aktywności w poszczególnych dziedzinach:
1. Kościół, religia, Europa.
  - Kościół katolicki w Europie
  - Ekumenizm
  - Dialog z innymi religiami
  - Kościół i państwo w Europie
2. Unia Europejska w świecie.
  - Polityka zewnętrzna i bezpieczeństwa
  - Polityka handlu i Globalny rząd
  - Polityka rozwoju
3. Europejski model społeczeństwa.
  - Sprawy społeczne
  - Społeczeństwo informacyjne
  - Badania i bioetyka
  - Edukacja i Młodzież
4. Prawo i sprawiedliwość.
  - Prawa człowieka
  - Azyl i migracja
  - Problemy prawne
  - Relacje Kościół – państwo
5. Przyszłość Unii Europejskiej
  - Integracja Europejska
  - Europeizacja Unii

### Zadania i cele
Do zadań COMECE należy monitorowanie i analiza procesów politycznych w Unii Europejskiej, we wszystkich sferach zainteresowania i działalności Kościoła.
COMECE zabiega o pielęgnowanie kontaktów z politykami i urzędnikami. Ta działalność ma na celu promocję poglądów i opinii wyrażanych przez COMECE, oraz ma odpowiadać na aktualne problemy i trudności we Wspólnotach, proponując konkretną współpracę.
Kolejnym zadaniem jest rozwijanie świadomości wewnątrz wspólnoty Kościoła na temat prawodawstwa, rozwoju i polityki Unii Europejskiej, a także budzenie refleksji o wyzwaniach zjednoczonej Europy na gruncie Katolickiej Nauki Społecznej.
Do ważnych zadań należy pomoc Kościołowi na Wschodzie w przezwyciężaniu wyzywających trudności, zwłaszcza w perspektywie integracji wschodniej części Europy.

### Formy pracy
Wielowymiarowa działalność COMECE wymaga różnorodnych metod i form pracy i współpracy w ramach realizacji celów i zadań. Do nich należą:
1. komisje powoływane dla poszczególnych spraw (np. komisja spraw społecznych, spraw prawnych, komisja ds. migracji,...)
2. grupy robocze (Islam w Europie, Społeczeństwo informacyjne, Polityka mediów i komunikacji, Bioetyka...)
3. konferencje (COMECE organizuje regularnie konferencje na aktualne tematy)
4. seminaria, spotkania wieczorne, kongresy (np. kwiecień 2000 – kongres „odpowiedzialność Europy za globalny rozwój”, maj 2002 – kongres zorganizowany przez episkopat Ameryki Łacińskiej i Hiszpanii „Ameryka Łacińska i Unia Europejska – razem dla globalnego dobra wspólnego” etc.)
5. publikacje:
  - Europe Infos – miesięczny przegląd wydawany we współpracy z OCIPE. Redagowany jest w języku niemieckim, angielskim, francuskim, polskim i hiszpańskim. Traktuje o aktualnych kierunkach rozwoju i współczesnych problemach wraz ze szczegółowymi analizami.
  - Deklaracje, komentarze, stanowiska – wobec ważnych pytań polityki Unii Europejskiej.
  - Dokumentacje – z seminariów i konferencji na tematy Europy.